# Hydnellum ferrugineum
A Hydnellum ferrugineum é uma espécie de fungo da família Bankeraceae. É uma espécie amplamente distribuída, encontrada no norte da África, na Ásia, na Europa e na América do Norte. O fungo frutifica no solo, individualmente ou em grupos, em florestas de coníferas, geralmente em solo pobre (com poucos nutrientes) ou arenoso. Os basidiomas têm formato de pião, medindo de 3 a 10 cm de diâmetro. Suas superfícies aveludadas, inicialmente brancas a rosadas, as vezes exsudam gotas de líquido vermelho. A superfície inferior do basidioma apresenta espinhos brancos a marrom-avermelhados de até 6 mm de comprimento. Os basidiomas maduros adquirem uma coloração marrom-avermelhada escura e são difíceis de distinguir de outras espécies semelhantes de Hydnellum. A H. ferrugineum forma um tapete de micélios no húmus e no solo superior onde cresce. A presença do fungo altera as características do solo, tornando-o mais podzolizado.

## Taxonomia
A espécie foi originalmente descrita cientificamente por Elias Magnus Fries, que a chamou de Hydnum ferrugineum em 1815. Sua história taxonômica inclui transferências para os gêneros Calodon, por Petter Karsten, em 1881, e Phaeodon, por Joseph Schröter, em 1888. Seu nome binomial atual foi atribuído por Karsten quando ele a transferiu para seu gênero atual, Hydnellum, em 1879.

Em 1964, o micologista canadense Kenneth A. Harrison descreveu um fungo hidnoide encontrado em Pinus resinosa em Michigan e Pinus banksiana na Nova Escócia. O fungo, que Harrison chamou de Hydnellum pineticola, é considerado sinônimo de Hydnellum ferrugineum pelo banco de dados de nomenclatura Index Fungorum. Harrison observou: 
"As tentativas de reconhecer espécies europeias em coleções norte-americanas só aumentaram a confusão neste país e, até que alguém tenha trabalhado criticamente no campo em ambos os continentes, é melhor fazer um agrupamento reconhecível de nossa própria população do que supor que elas possam ser as mesmas que crescem na Europa".
Outros táxons considerados sinônimos de H. ferrugineum são Hydnum hybridum, de Pierre Bulliard, de 1791 (incluindo os sinônimos posteriores Calodon hybridus (Bull.) Lindau e Hydnellum hybridum (Bull.) Banker); Hydnum carbunculus, de Louis Secretan (1833); e Hydnellum sanguinarium, de Howard James Banker, de 1906. Banker explicou a dificuldade de identificar espécimes antigos de Hydnellum: 
"Um número considerável de coleções teve que ser deixado de lado, pois no estado seco, sem anotações sobre os caracteres frescos, era impossível decidir com algum grau de satisfação se as plantas representavam H. sanguinarium, H. concrescens, H. scrobiculatum ou alguma forma não descrita".
Os nomes comuns dados à espécie incluem "fungo de espinha cortiça marrom-avermelhada" (reddish-brown corky spine fungus), e o nome "fungo cochonilha" (mealy fungus) sancionado pela British Mycological Society. O epíteto específico ferrugineum significa "cor de ferrugem" em latim.

## Descrição

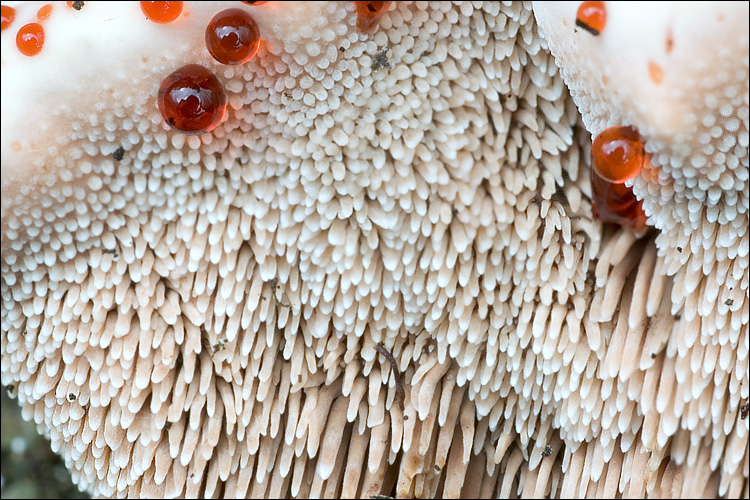
Aproximação do himênio mostrando os espinhos

Os basidiomas são mais ou menos em forma achatada com píleos de 3 a 10 cm de diâmetro. No início, são convexos, depois pulvinados (em forma de almofada) e, mais tarde, se achatam ou ficam ligeiramente deprimidos no centro. A superfície do píleo dos basidiomas jovens é irregular, com textura aveludada a feltrada e cor esbranquiçada a rosa. As vezes, exsuda gotas de fluido vermelho-sangue nas depressões. Posteriormente, a superfície torna-se da cor da vermelha ao marrom avermelhado escuro, mas com a margem ondulada permanecendo esbranquiçada. A superfície inferior do basidioma contém o himênio, o tecido fértil que contém os esporos. Ele é composto por um arranjo denso de espinhos brancos a marrom-avermelhados de até 6 mm de comprimento, pendurados verticalmente para baixo. O estipe robusto mede de 1 a 6 cm de comprimento por 1 a 3 cm de espessura e tem a mesma cor do píleo. Os basidiomas têm um odor "nitidamente farináceo" (semelhante ao cheiro de farinha recém-moída), mas não são comestíveis.

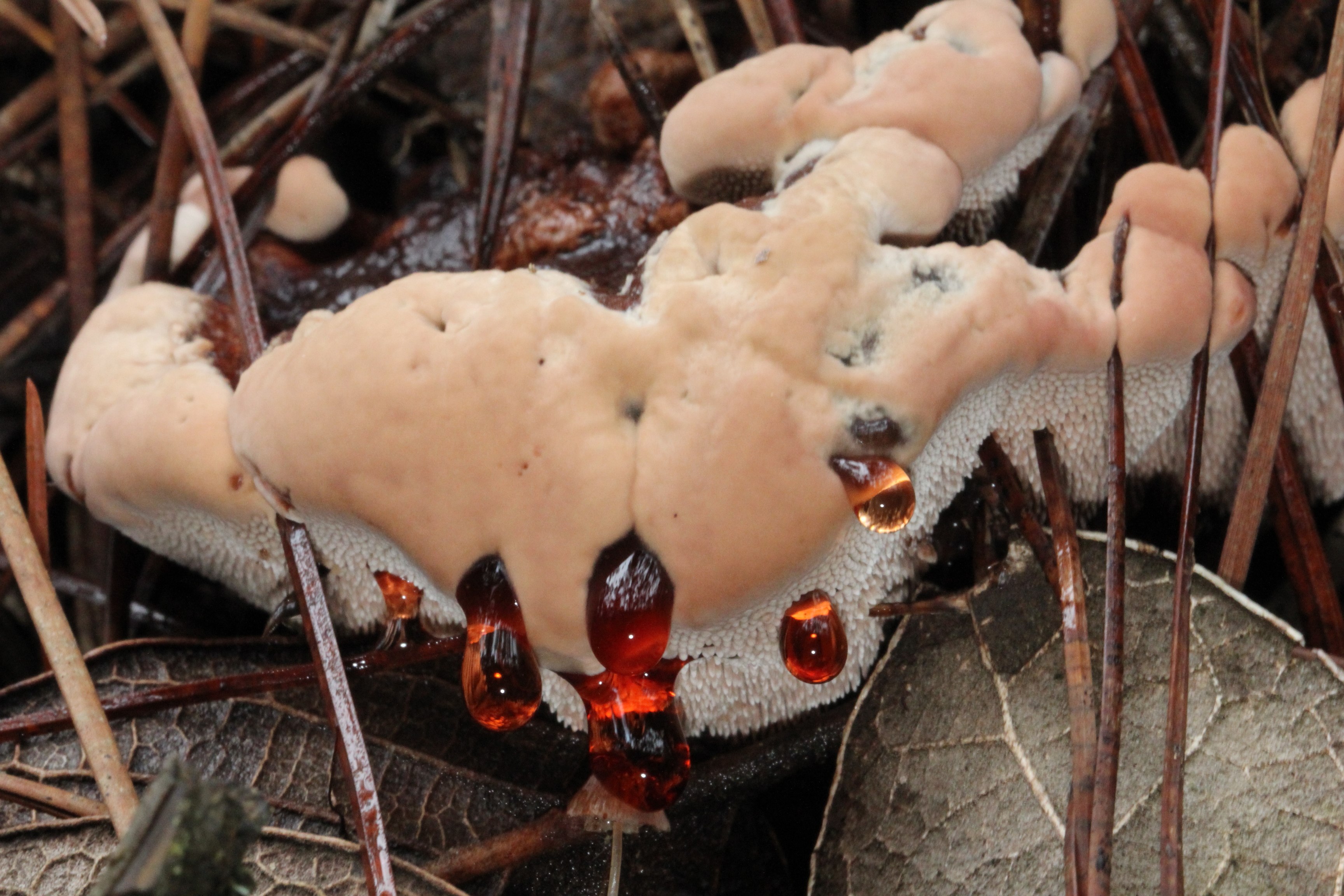
Os basidiomas podem envolver obstáculos à medida que crescem.

A carne é avermelhada ou marrom-arroxeada com manchas brancas. Inicialmente esponjosa e macia, torna-se dura à medida que o basidioma amadurece. No estipe, a carne pode se tornar enegrecida com a idade. Como em outras espécies de Hydnellum, o tecido do basidioma é feito de hifas geradoras que não se expandem. Isso retarda o crescimento do basidioma, muitas vezes permitindo que ele persista por vários meses. O fungo emprega um padrão de crescimento indeterminado, no qual a formação do basidioma começa a partir de uma coluna vertical de hifas que eventualmente se expandem no topo para formar o píleo. Qualquer objeto sólido encontrado durante o crescimento, como grama ou galhos, pode ser envolvido pelo basidioma em expansão. Da mesma forma, os píleos próximos podem se fundir durante o crescimento.

### Características microscópicas
Os esporos amplamente elipsoides a aproximadamente esféricos têm 5,5-7,5 por 4,5-5,5 μm. Suas superfícies são cobertas por pequenas saliências arredondadas. Os basídios (células portadoras de esporos) são estreitamente em forma de taco, com quatro esporos e medem 25-30 por 6-7,5 μm. As hifas da carne são marrons com paredes finas e medem de 4 a 6 μm; as hifas nos espinhos são de paredes finas, septadas e, as vezes, ramificadas, medindo de 3,5 a 4,5 μm. As hifas não têm fíbulas.

### Espécies semelhantes
A  Hydnellum peckii tem aparência semelhante, mas tem um sabor acre e fíbulas em suas hifas. A Hydnellum spongiosipes é facilmente confundida com a H. ferrugineum, e vários autores historicamente consideraram as duas espécies como sendo a mesma; estudos moleculares, no entanto, indicam que os dois fungos estão intimamente relacionados, mas são distintos. Em contraste com a H. ferrugineum, a H. spongiosipes tem um píleo mais escuro quando jovem, carne mais escura e ocorre em florestas decíduas. Os basidiomas velhos da H. ferrugineum podem ser confundidos com os da Hydnellum concrescens.

## Habitat e distribuição

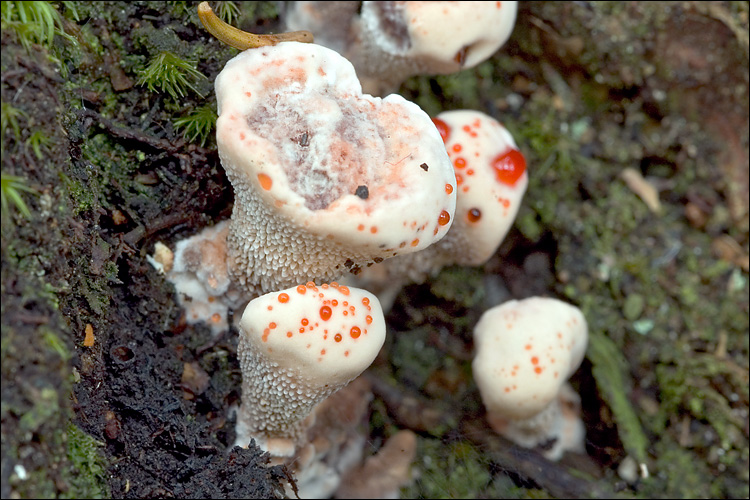
Basidiomas jovens

A Hydnellum ferrugineum é encontrada principalmente em florestas de coníferas, geralmente perto de pinheiros, mas ocasionalmente com espruces. Os basidiomas têm preferência por solo arenoso com baixos níveis de matéria orgânica e nutrientes, e crescem isoladamente ou em grupos. É mais provável que sejam encontrados em florestas mais antigas. O fungo ocorre na América do Norte, incluindo o México. Já foi coletado na Índia e no norte da África. Ele é muito difundido, mas geralmente incomum em toda a Europa, embora possa haver áreas locais onde seja comum. Na Grã-Bretanha, a H. ferrugineum está provisoriamente classificada como ameaçada de extinção e é protegida pela Lei da Vida Selvagem e do Campo de 1981; foi incluído como uma das 14 espécies consideradas no Plano de Ação de Biodiversidade do Reino Unido para fungos hidnoides estipetados (ou seja, fungos hidnoides com píleo e estipe) em 2004. O fungo é protegido em Montenegro.
O fungo forma um tapete resistente de micélios no húmus e no solo superior das florestas de pinheiros. Esse tapete micelial aumenta com árvores antigas e pode cobrir uma área de vários metros quadrados. Essas áreas geralmente não têm arbustos anões e promovem o crescimento vigoroso de musgos; os líquens de rena geralmente ocorrem no centro de grandes tapetes. A presença do fungo altera a natureza do solo, resultando em uma camada de húmus mais fina, menor penetração de água subterrânea, diminuição do pH do solo e aumento do nível de respiração das raízes, bem como da quantidade de raízes. O fungo também diminui as concentrações de carbono orgânico e nitrogênio. O solo com micélio torna-se mais podzolizado do que o solo ao redor. Assim como outras espécies de Hydnellum, a H. ferrugineum é sensível ao aumento da deposição de nitrogênio resultante do corte raso, uma prática florestal usada em algumas áreas da Europa. O fungo forma um tipo incomum de micorriza com o pinheiro silvestre (Pinus sylvestris), no qual a ectomicorriza parece normal na borda principal do tapete micelial, mas deixa para trás raízes mortas e atrofiadas na borda final, mostrando tendências saprófitas.

### Trabalhos citados
- Pegler DN, Roberts PJ, Spooner BM (1997). British Chanterelles and Tooth Fungi. Kew, UK: Royal Botanic Gardens. ISBN 978-1-900347-15-0